# Michele Rabbia
Michele Rabbia (* 1965 in Turin) ist ein italienischer Jazzschlagzeuger.

## Leben und Wirken
Rabbia begann Schlagzeug während seiner Ausbildung am Liceo Musicale von Savigliano unter der Leitung von Giorgio Artoni, dem Schlagzeuger des Theaters von Parma, zu spielen. Zugleich nahm er Unterricht bei Enrico Lucchini. Ab 1986 studierte er am Berklee College of Music in Boston Schlagzeug bei Alan Dawson und Joe Hunt. 
Anfang der 1990er Jahre kehrte er nach Italien zurück und wurde hier Mitglied der 1994 gegründeten Gruppe Aires Tango. 1995 traf er Antonello Salis, mit dem er Konzerte gab und eine Trio-CD (mit Javier Girotto) aufnahm. Er arbeitete außerdem als Studiomusiker mit Sainkho Namtchylak, Dominique Pifarély, Michel Godard, Eugenio Colombo, Rita Marcotulli und anderen. 
1997 wurde er Mitglied des von Paolo Damiani gegründeten Quartetts mit Sandro Satta und Carlo Mariani. 1999 gründete er mit dem Pianisten Stefano Battaglia ein Duo, das durch den französischen Violinisten Dominique Pifarély zum Atem Trio erweitert wurde. In einer durch Vincent Courtois und Michel Godard zum Quintett ausgebauten Formation nahm er 2001 in Paris ein Album auf.
Weiterhin ist Rabbia Mitglied des Michel Godard Trio mit der Sängerin Linda Bsiri und arbeitet in Duoformationen mit Pifarély und mit Vincent Courtois (auch im Trio mit Marilyn Crispell).  Im Trio DaDaDa mit Émile Parisien und Roberto Negro legte er 2017 das Album Saison 3 vor (Album des Jahres 2018 bei Les Victoires du Jazz).

## Diskographie
- Paolo Damiani: Mediana, 1999
- Stefano Battaglia: Atem, 2000
- Aires Tango: Aniversario, 2002
- Javier Girotto & Aires Tango: Escenas Argentinas 2004
- Salvatore Bonafede: For The Time Being 2005
- Roberto Bellatalla/Giovanni Maier/Michele Rabbia: Bows Wind, 2005
- Ada Montellanico & Enrico Pieranunzi: Danza Di Una Ninfa, 2005
- Maria Pia De Vito/Danilo Rea/Enzo Pietrapaoli: So Right, 2005–06
- Salvatore Bonafede: Journey to Donnafugata, 2006
- Shifting Grace (mit Vincent Courtois und Marilyn Crispell), 2006
- Stefano Battaglia: Raccolto, 2006
- Roberto Cecchetto: Downtown, 2007
- Stefano Battaglia: Pastorale, 2010
- Maria Pia De Vito/François Couturier/Anja Lechner/Michele Rabbia Il Pergolese, 2014
- Rosario Giuliani/Luciano Biondini/Enzo Pietropaoli/Michele Rabbia Cinema Italia, 2016